# Saint John's
Saint John's je hlavním a největším městem státu Antigua a Barbuda, nacházející s v Karibiku, v souostroví Malé Antily, v Závětrných ostrovech. Je obchodním centrem země a hlavním přístavem na ostrově Antigua. Na rozloze 10 km² zde žije 31 000 obyvatel (stav 2005).

## Historie
Město je administrativním centrem země již od dob kolonizace v roce 1632. Vláda zde sídlí od roku 1981, kdy země získala nezávislost na Velké Británii.

## Hospodářství
St. John's je jedním z ekonomicky nejvíce vyspělých oblastí v Malých Antilách. Je vyhledávanou destinací turistů z Evropy a USA.
Důležitým odvětvím prodeje jsou ryby. Na jihu města se nachází jediná palírna rumu na ostrově, The Antigua Rum Distillery.

## Obyvatelstvo
Obyvatelé města, jako v celé zemi, jsou smíšeného africko-evropského původu. Žije zde také menšina Britů, Portugalců a blízkovýchodních arabských křesťanů.

## Kultura

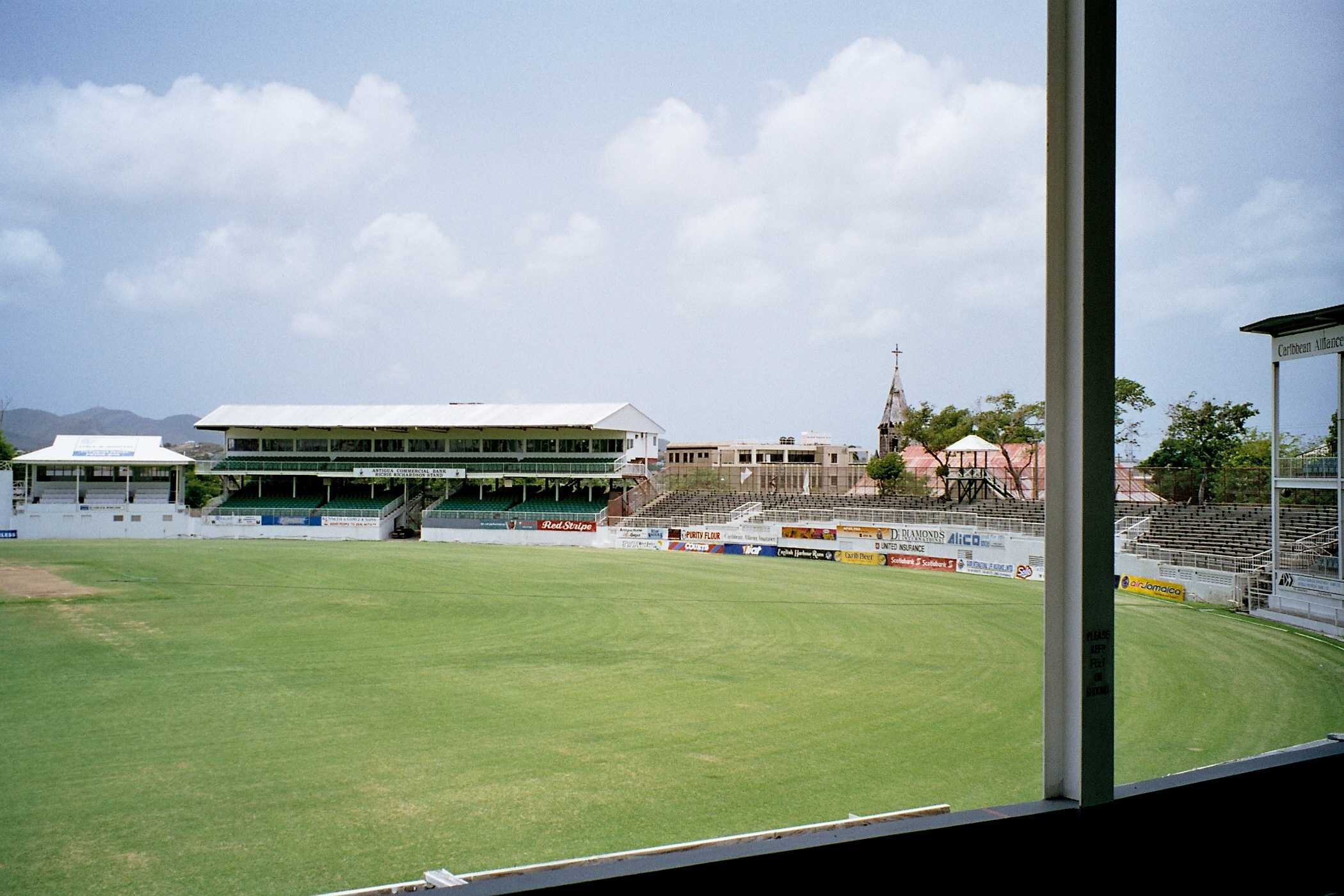
Národní stadion

Nachází se zde Museum of Antigua and Barbuda (Národní muzeum státu Antigua a Barbuda) a Museum of Marine Art, obsahující mimo jiné i věci z potopených lodí, St. John's Cathedral (Katedrála svatého Jana), botanická zahrada a mezinárodní letiště V. C. Bird International Airport. Ve městě se také kromě národního stadionu nachází i multifunkční stadion Sir Vivian Richards Stadium, kde bylo v roce 2007 pořádáno mistrovství světa v kriketu. Ve městě se nachází lékařská univerzita American University of Antigua.
Souřadnice města Saint John's jsou 17°7' s. š., 61°51' z. d..